# Immunpsykiatri

Immunhistokemi på cortex från mushjärna där grön färg är färgat humant IgG från CSF av en patient i psykiatrin och blått är DAPI infärgade cellkärnor.

Immunpsykiatri är ett relativt nytt och framväxande forskningsområde som utforskar sambandet mellan immunsystemet och psykisk hälsa. Detta fält har sin grund i insikten att immunsystemets funktioner, särskilt inflammation och andra immunreaktioner, kan påverka hjärnan och därmed bidra till uppkomsten av psykiska tillstånd såsom depression, schizofreni och bipolär sjukdom.
Immunologiska mekanismer, både enskilt och i kombination, är kopplade till en bred rad av psykiatriska sjukdomar som omfattar autoimmuna och autoinflammatoriska sjukdomar, men även genetiska, metabola eller andra immunologiska störningar . Autoimmuna processer misstänks vara bakomliggande faktorer för en subgrupp av psykiatriska patienter. Den gruppen skulle gynnas av tidig diagnos och behandling då påverkan av autoantikroppar ofta är reversibla i tidigt skede.
Tidiga manifestationer av konventionella autoimmuna sjukdomar är dock ofta subtila, på samma sätt som sjukdomsassocierade autoantikroppar och diffusa symptom kan föregå diagnosen av exempelvis reumatoid artrit, antifosfolipidsyndrom  och systemisk lupus erythematosus (SLE).

## Historisk bakgrund
Redan i slutet av 1800-talet började forskare som Alexander Rosenblum och Dr. Julius Wagner-Jauregg observera möjliga samband mellan immunsystemet och psykiatriska störningar. De noterade att patienter med neurosyfilis, en form av syfilis som påverkar nervsystemet, uppvisade förbättringar i sina psykotiska symtom efter att ha fått malaria . På 1920-talet rapporterade Karl Menninger om psykotiska symptom hos patienter som nyligen hade återhämtat sig från influensa . Dessa tidiga observationer lade grunden för senare forskning som intensifierades på 1980-talet, där forskare visade en ökad förekomst av schizofreni hos individer med en historik av infektioner under fosterstadiet och särskilt barndomsinfektioner i centrala nervsystemet .

## Immunologiska kopplingar till specifika psykiatriska sjukdomar
Autoimmunitet är definierat som ett samspel mellan både autoantikroppar och T-celler som attackerar egenvävnad. Baserat på hypotesen att kända och nya former av autoimmuna processer kan ligga bakom psykiatriska symptom hos en undergrupp av patienter, har en lista över kliniska varningssignaler (Clinical red-flags) föreslagits som bör väcka misstanke om autoimmun psykiatrisk sjukdom .
Exempel på detta inkluderar autoimmuna sjukdomar som multipel skleros (MS) och neuromyelitis optica spectrum disorder (NMOSD), där immunsystemet attackerar centrala nervsystemet och orsakar inflammation och vävnadsskada . Patienter med sådana sjukdomar uppvisar ofta psykiatriska symtom som depression och ångest. En studie rapporterar fynd av autoantikroppar i cerebrospinalvätskan (CSF) som binder till astrocyter i hippocampus i mushjärna hos tre patienter med COVID-19 associerad myokloni .
En annan intressant aspekt av immunpsykiatri är studien av autoinflammatoriska sjukdomar, där kroppen upplever återkommande inflammationer utan närvaro av en autoimmun respons. Dessa sjukdomar, som drivs av det medfödda immunsystemet, har visat sig kunna bidra till utvecklingen av depression och andra psykiska störningar. William Osler noterade redan på 1890-talet att djur som drabbats av sjukdom blev slöa och deprimerade, vilket liknade symtomen vid depression hos människor .

### Några specifika tillstånd och deras immunologiska kopplingar
- PANDAS: En autoimmun sjukdom som utlöses av streptokockinfektioner, kännetecknad av plötsliga neuropsykiatriska symtom som tvångssyndrom och tics hos barn. En ny studie visade att antikroppar i blodet från barn med noggrant definierad PANDAS selektivt binder till vissa nervceller, så kallade kolinerga interneuroner (CINs), i en del av hjärnan som kallas striatum [19][20].
- PANS: Pediatriskt akut debuterande neuropsykiatriskt syndrom (PANS) kännetecknas av ett plötsligt uppträdande av betydande tvångssyndrom (OCS) och/eller allvarlig matrestriktion, tillsammans med andra neuropsykiatriska manifestationer. IgG från skovvis förlöpande PANS-fall visade liknande PANDAS fall, förhöjd bindning till striatala CINs i både mus- och människohjärna [20].
- Autoimmun encefalit: En grupp sjukdomar där immunsystemet felaktigt attackerar hjärnans egna celler, vilket kan leda till neurologiska och psykiatriska symtom.
- Limbisk encefalit: En form av hjärninflammation som påverkar limbiska systemet i hjärnan, vilket kan leda till minnesförlust och psykiatriska symtom.
- Psykos: Ett tillstånd där en person förlorar kontakt med verkligheten, vilket kan orsakas av mentala sjukdomar, trauma, droger eller medicinska tillstånd.
- Sömnsjuka: Beteendeförändringar som uppstår vid sjukdom, såsom trötthet och aptitlöshet, som tros vara en adaptiv respons för att hjälpa kroppen att bekämpa infektioner.
- Encefalitis lethargica: Europeisk sömnsjuka; En sällsynt form av hjärninflammation som kan leda till långvarig trötthet och psykiatriska symtom.
- Systemisk lupus erythematosus: En kronisk systemisk inflammation ofta orsakad av depositioner av immunoglobuliner och komplementfaktorer i den påverkade vävnaden.

## Immunpsykiatrins mekanismer
Autoimmuna sjukdomar kan ibland påverka hur neurotransmittorer fungerar genom att antikroppar binder till receptorer i hjärnan. Ett exempel är anti-NMDA-receptorencefalit, där antikroppar attackerar NMDA-receptorerna, viktiga för glutamatsignaleringen i hjärnan. Detta tillstånd kan orsaka psykiatriska symtom som hallucinationer, mani och förändringar i medvetandet .
Andra faktorer kan vara stress, som aktiverar det sympatiska nervsystemet, vilket leder till frisättning av katekolaminer (dopamin och noradrenalin) som i sin tur ökar antalet monocyter, som reagerar på inflammatoriska signaler . Detta resulterar i frisättning av pro-inflammatoriska cytokiner som kan förändra neurotransmittorernas metabolism, vilket påverkar beteende och humör.
Cytokiner, kan bland annat påverka hjärnan genom att korsa blod-hjärnbarriären, binda till receptorer på perifera nerver eller aktivera celler längs hjärnans blodkärl . Dessa mekanismer kan leda till förändringar i hjärnans kemi, exempelvis genom att minska serotoninnivåerna och öka produktionen av kinolinsyra, vilket leder till ökad NMDA-receptoraktivering och därmed ökad oxidativ stress och på så sätt orsaka neurodegeneration .

## Immunterapier för psykiatriska tillstånd
Ett spännande och växande forskningsområde inom immunpsykiatri är användningen av immunmodulerande behandlingar, såsom immunsuppressiva läkemedel, för att behandla psykiatriska störningar. Dessa behandlingar syftar till att minska inflammation och därigenom lindra psykiatriska symtom. Exempelvis har vissa patienter med reumatoid artrit eller lupus, som behandlats med immunsuppressiva medel, upplevt förbättringar i både sina fysiska och psykiska symtom.
Det förekommer även off-label behandling i de behandlingsresistanta fall där man samtidigt misstänker en bakomliggande autoimmunitet. Det finns en fallrapport som beskriver hur patienter med behandlingsresistent OCD har förbättrats efter behandling med immunsuppressiva läkemedel såsom B-cells reduktion med Rituximab .  

## Sammanfattning
Immunpsykiatri representerar ett viktigt steg framåt i förståelsen av psykiska störningar och deras samband med immunsystemet. Genom att integrera immunologiska insikter i psykiatrisk vård kan man potentiellt förbättra behandlingsresultaten för patienter där inflammation och immunologiska processer spelar en central roll.